# Bologoe
Bologoe in russo Болого́е? è una città della Russia europea centrale; è compresa amministrativamente nel rajon Bologovskij, del quale è il capoluogo.
Sorge nella parte centro-settentrionale della oblast', nel versante settentrionale del Rialto del Valdaj, sulle sponde del lago omonimo, 164 chilometri a nordovest del capoluogo Tver'.